# Cacheu
Cacheu egy kikötőváros Bissau-Guineában, ami a Cacheu folyón fekszik. A 2008-as népszámlálás szerint lakossága 9489 fő.

## Történet és fordulópont
Cacheu város a papel törzs tartományában helyezkedik el. Nevének eredete a bainuk törzs nyelvéből származik: "i.e. Caticheu, jelentése, 'a hely, ahol szünetet tartunk'."
Cacheu volt az egyik legkorábbi európai gyarmati település a szubszaharai Afrikában, a Cacheu folyónál fekvő stratégiai pontnak köszönhetően. Cacheu fejlett európai/afro-európai népességgel rendelkezett a 19. század végén, a portugál kereskedők, kalandorok és száműzöttek ideje alatt.
A 17. és a 18. század alatt, Cacheu volt a hivatalos rabszolgakereskedelmi pont a portugálok számára Felső-Guineában- ahol a portugál uralkodók igyekeztek minden rabszolga számára fizetést biztosítani. Nevezetes épületeket építettek a 16. században, jelentős erődítményeket, keltezve, hogy Cacheu mikortól volt rabszolga-kereskedelmi központ.

## Cacheu ma
A pályák ma pálmaolaj béllel van kiburkolva. A városnak vonzóereje van még a Tarafes de Cacheu Natural Parknál található mangrove mocsár és egy átlagos bolt.

## Testvérvárosok
- Lisszabon, Portugália

## Fordítás
- Ez a szócikk részben vagy egészben  a   Cacheu című angol Wikipédia-szócikk fordításán alapul.  Az eredeti cikk szerkesztőit annak laptörténete sorolja fel. Ez a jelzés csupán a megfogalmazás eredetét és a szerzői jogokat jelzi, nem szolgál a cikkben szereplő információk forrásmegjelöléseként.

1. ↑  Instituto Nacional de Estatística